# 十勝信用組合
十勝信用組合（とかちしんようくみあい）は、北海道帯広市に本店を置く信用組合である。

## 概要
2021年度末での単体自己資本比率は10.99%。ATMでは、しんくみ お得ねっと提携信用組合のカードによる出金は自組合扱いとなる。店舗は帯広市・幕別町・上士幌町のみで、音更町・芽室町・広尾町には進出していない。本店建物は旧根室銀行帯広支店である。

## 沿革[4]
- 1956年8月 - 十勝信用組合として設立。
- 2005年6月 - 本店建物改修。
- 2015年12月 - インターネットバンキング開始。